# Cesar Uda
Cesar Uda (宇多天皇 Uda-tennō, 10. junij 866 - 3. september 931) je bil 59. japonski cesar v skladu s tradicionalnim redom nasledstva. Vladal je med letoma 887 in 897.

## Tradicionalna zgodba

### Ime in zapuščina
Pred njegov vzponom na krizantemin prestol je bilo njegovo osebno ime (imina) Sadami (定省) ali Chōjiin-tei.
Cesar Uda je bil tretji sin cesarja Kōkōja. Njegova mati je bila cesarica vdova Hanši, hčerka princa Nakana (ki je bil tudi sam sin cesarja Kanmuja). Uda je imel pet cesarskih družic in 20 cesarskih otrok. Še posebej pomembna sinova sta:
- Princ Acuhito (884-930) - kasnejši cesar Daigo.
- Princ Acuzane (敦実親王) (893-967).[9]

### Zgodovinsko ozadje
Na starodavnem Japonskem so bili štirje plemeniti klani, ti. Genpeitōkicu (源平藤橘). Eden od teh klanov, klan Minamoto (源氏), je znan tudi kot Gendži. Nekateri Udovi vnuki so dobili priimek Minamoto (Minamoto je največkrat uporabljen priimek za nekdanje japonske aristokrate). Z namenom ločevanja potomcev cesarja Uda od potomcev drugih članov klana Minamoto (源氏) ali Gendži, so prvi postali znani kot Uda Gendžiji (宇多源氏). Nekateri Uda Gendžiji so se preselili v provinco Ōmi in postali znani kot klan Sasaki (佐々木氏) ali Ōmi Gendži (近江源氏).
Izmed članov klana Uda Gendži je Minamoto no Masazane (源雅信), sin princa Acumija (敦実親王), uspel na dvoru. Masazane je postal sadaidžin (»minister na levi«). Eda od Masazanejevih hčera, Minamoto no Rinši (源倫子), se je poročila z Fudživara no Michinagom. Iz tega zakona so se rodile tri cesarice vdove in dva regenta (sesshō).
Iz Masazaneja izvira več aristokratskih (kuge) družin, med njimi Nivata, Ajanokōji, Icucuji, Ōhara in Džikōdži. Od njegovega četrtega sina Sukejošija izvira klan Sasaki, in prav tako klan Kjōgoku. Ti potomci, ki so danes znani tudi kot Ōmi Gendži. Iz te linije je bil uspešen Sasaki Takauji v šogunatu Muromači, od njegovega brata pa klan Amago.

### Dogodki v času življenja cesarja Uda
Udov oče, cesar Kōkō, je degradiral svoje sinove iz statusa cesarskih otrok v podanike in s tem znižal stroške za državo in zmanjšal njihov vpliv. Sadami je prejel ime klana Minamoto. Leta 887 ga je cesar imenoval za prestolonaslednika in ponovno je prejel pravice cesarskega otroka s podporo kanpakuja Fudživara no Motocuneja, saj ga je posvojila Motocunejeva polsestra. Po smrti očeta novembra istega leta je Sadami-šinnō zasedel prestol.
- 17. september 887 (Ninna 3, 26. dan 8. meseca): cesar Kōkō umre; njegov tretji sin prejme nasledstvo (senso). Kmalu zatem sede na prestol (sokui) kot cesar Uda.[10]
- 4. januar 888 (Ninna 3, 17. dan 11. meseca): Motocune zaprosi Uda za dovoljenje, da se upokoji, toda cesar naj bi dejal: »Moja mladost omejuje mojo sposobnost, da vladam; če boste prenehali nuditi vaše dobre nasvete, bom moral abdicirati in se upokojiti v samostan.« Zato je Motocune še naprej deloval kot cesarjev kanpaku.[11]

- 888 (Ninna 4., 8. mesec): Gradnja novoustanovljenega budističnega templja Ninna-dži (仁和寺) je bila končana; nekdanji učenec Kōbō-daišija je bil imenovan za novega opata.
- 889 (Kanpyō 1, 10. mesec): nekdanjemu cesarju Jōzeiju se poslabša duševno zdravje. Vstopal naj v palačo in vsakogar nesramno pozdravil. Postajal je vse bolj besen. S strunami glasbil je davil ženske, njihova trupla pa metal v jezero. Med ježo je narekoval konju, naj teče preko ljudi. Včasih je izginil v gore, kjer je lovil divje prašiče in srne sike.[12]

Na začetku Udove vladavine je bil Motocune kanpaku (svetovalec). Zaznamuje ga tudi boj za povrnitev moči cesarski družini in stran od vse večjega vpliva klana Fudživara, začenši s smrtjo Motocuneja leta 891. Zapiski kažejo, da sta bila učenjaka Sukejo in Kijojuki, podpornika Motocuneja, premeščena v oddaljeni provinci Mucu in Higo. Uradniki, ki pa niso bili del klana Fudživara (večinoma iz klana Minamoto), so dobili pomembne položaje. Svetovalec in pomembnejši pesnik Sugava no Mičizane se je hitro v petih letih povzpel na tretji položaj na dvoru in tudi nadzoroval gospodinjstvo kronskega princa. Motocunejev sin in dedič, Fudživara no Tokihira, se je povzpel po rangu, a le toliko, da ni prišlo do sporov za oblast.
Cesar Uda je poskušal povrniti dvorno politiko v prvotni duh kodeksa ricurjō, hkrati pa oživiti tudi intelektualno zanimanje za konfucijanske doktrine in kulturo. V sedmem mesecu leta 896 je naročil Mičizaneju, naj pomilosti zapornike v prestolnici, ki si to zaradi kakršnegakoli razloga zaslužijo, kot veleva konfucijanski nauk. Cesar je izdal edikte, ki so utrdili pravice kmetov do zemlje in vplivnim družinam v prestolnici in verskim inštitucijam preprečevali kopičenje zemlje, hkrati pa revidirali pobiranje davkov v provincah.
Cesar Uda je ustavil prakso pošiljanja ambasadorjev na Kitajsko (ken-tō-ši 遣唐使). Cesarjev sklep je bil verjetno posledica vztrajanja Mičizaneja.
Med njegovo vladavino so prvič priredili posebni festival v svetišču Kamo.
Leta 897 je abdiciral v korist svojega najstarejšega sina, princa Atsuhita, ki postane kasneje cesar Daigo. V odločni oporoki oz. zavezi je pustil splošne opomine ali predpise za svojega sina (glej odlomek na desni). Dokument hvali Fudživara no Tokihira kot svetovalca, a svari pred njegovim ženskarstvom; Mičizaneja je pohvalil kot svojega mentorja. Obema je bilo naročeno, naj skrbita za njegovega sina, dokler ne doseže zrelih let.
Tri leta pozneje se je pri 34 letih leta 900 pridružil budistični duhovščini. Tempelj Ninna-dži, ki ga je ustanovil, je po abdikaciji postal njegov novi dom.
Njegovo budistično ime je bilo Kongō Kaku. Včasih se naziva samostanski cesar Teidži (亭子の帝), ker je bilo ime budistične hale, kjer je prebival, Teidži-in.
Uda je umrl leta 931 (Šōhei 1, 19. dan 7. meseca) pri starosti 65 let.
Dejansko mesto Udovega groba je znano. Tradicionalno ga častijo v spominskem šintoističnem svetišču (misasagi) v Kjotu. Uprava japonskega cesarskega dvora je imenovala to mesto za Udov mavzolej. Formalno se imenuje Kaguragaoka ne Higaši ne misasagi
Nekdanji cesar je pokopan med »sedmimi cesarskimi grobnicami« pri templju Rjoan-dži v Kjotu. Gomila, ki obeležuje cesarja Uda klana Hosokava, je danes poimenovana O-učijama. Cesarjevo pokopno mesto je bilo v času njegove smrti zelo skromno. Te grobnice so dobile svoj sedanji izgled kot posledica obnove cesarskih mavzolejev v 19. stoletju, kar je naročil cesar Meidži.

### Kugyō
Kugjō (公卿) je skupni izraz za peščico najbolj vplivnih moških, delujočih na dvoru japonskega cesarja v času pred obdobjem Meidži.
Večino časa so to elitno skupino sestavljali samo trije ali štirje možje naenkrat. Njihovo družinsko ozadje in izkušnje so jih pripeljale do vrha družbe. V času vladavine cesarja Uda so vrh organa Daidžō-kan sestavljali:
- Kampaku, Fudživara no Motocune (藤原基経), 836-891.
- Daidžō-daidžin, Fudživara no Motocune.
- Sadaidžin, Minamoto no Tōru (源融).
- Sadaidžin, Fudživara no Jošijo (藤原良世).
- Udaidžin, Minamoto no Masaru (源多).
- Udaidžin, Fudživara no Jošijo (藤原良世).
- Udaidžin, Minamoto no Jošiari (源能有).
- Naidaidžin (ni imenovan)
- Dainagon

## Obdobjanengōv času vladavine cesarja Uda
Leta vladavine cesarja Uda sovpadajo z več kot enim imenom ere nengō.
- Ninna (885-889)
- Kanpyō (889-898)

## Družice in otroci
Družica (Njōgo): Fudživara no Onši (藤原温子; 872-907), Fudživara no Motocunejeva hčerka
- Cesarska princesa Kinši (均子内親王; 890-910), poročena s cesarskim princem Acujošijem

Družica (Njōgo): Fudživara no Inši (藤原胤子; u.896), Fudživara no Takafudžijeva hčerka
- Cesarski princ Acugimi (敦仁親王; 885-930) pozneje cesar Daigo
- Cesarski princ Acujoši (敦慶親王; 887-930)
- Cesarski princ Acukata (敦固親王; u. 926)
- Cesarska princesa Džūši (柔子内親王; 892-958), 25. saiō v svetišču Ise (897-930)
- Cesarski princ Atsumi (敦実親王; 893-967)

Družica (Njōgo): Tačibana no Jošiko/Gishi (橘義子), Tačibana no Hiromijeva hčerka
- Cesarski princ Tokinaka (斉中親王; 885-891)
- Cesarski princ Tokijo (斉世親王; 886-927)
- Cesarski princ Tokikuni (斉邦親王)
- Cesarska princesa Kunši (君子内親王; u.902), 10. sain v svetišču Kamo (893-902)

Družica (Njōgo): Sugavara no Hiroko/Enši (菅原衍子), Sugavara no Mičizanejeva hčerka
- Minamoto no Džunši (源順子; 875-925) poročen s Fudživara no Tadahirom

Družica (Njōgo): Tačibana no Fusako (橘房子; u. 893)
Dvorna spremljevalka (Koui): Minamoto no Sadako (源貞子), Minamoto no Noborujeva hčerka
- Cesarska princesa Iši (依子内親王; 895-936)

Dvorna spremljevalka (Koui): princesa Norihime (徳姫女王), hčerka princa Tōya
- Cesarska princesa Fuši (孚子内親王; u. 958)

Dvorna spremljevalka (Koui): Fudživara no Jasuko (藤原保子), Fudživara no Arizanejeva hčerka
- Cesarska princesa Kaiši (誨子内親王; 894-952), poročena s cesarskim princem Motojošijem (sin cesarja Jōzeija)
- Cesarska princesa Kiši (季子内親王; u. 979)

Dvorna spremljevalka (Koui): Minamoto no Hisako (源久子)
Dvorna spremljevalka (Koui): Fudživara no Šizuko (藤原静子)
Dama-v-čakanju: Fudživara no Hōši (藤原褒子), Fudživara no Tokihirova hčerka
- Cesarski princ Masaakira (雅明親王; 920-929)
- Cesarski princ Noriakira (載明親王)
- Cesarski princ Jukiakira (行明親王; 926-948)

Dvorna gospa: hčerka Fudživara no Cugukageja, Ise (伊勢; 875/7–ca. 939)
- princ (umrl mlad)

(od neznanih žensk)
- Cesarski princ Jukinaka (行中親王; u. 909)
- Cesarska princesa Seiši (成子内親王; u. 979)
- Minamoto no Šinši (源臣子)